# 43752 Maryosipova
43752 Maryosipova è un asteroide della fascia principale. Scoperto nel 1982, presenta un'orbita caratterizzata da un semiasse maggiore pari a 2,4278707 UA e da un'eccentricità di 0,1974299, inclinata di 2,65066° rispetto all'eclittica.